# Capsule
Capsule (jap.カプセル, zu Deutsch „Kapsel“) ist eine japanische Elektropop-Gruppe.

## Geschichte
Die Gruppe besteht aus der Sängerin Toshiko Koshijima und dem Produzenten und Musiker Yasutaka Nakata, der auch Produzent der Girlgroup Perfume sowie der Sängerin Kyary Pamyu Pamyu ist. Die Gruppe wurde im November 1997 gegründet, nachdem sich Koshijima und Nakata auf der Teens'Music Festival-Convention trafen, als sie beide 17 Jahre alt waren. Nakata suchte damals nach einer Sängerin für ein Lied, woraufhin Koshijima zusagte. Das Ergebnis war Starry Night, was letztendlich zur Gründung des Duos führte.
Im November 2001 erschien das Debütalbum High Collar Girl bei Yamaha Music Communications, bei dem Nakata allerdings nur bedingt an der Produktion beteiligt war. Er legte lediglich Demos der Lieder vor, die dann von Musikern komplett neu eingespielt wurden.
Daraufhin gründete Nakata sein eigenes Label namens contemode, über das bis daraufhin alle weiteren Veröffentlichungen von capsule bis 2013 erscheinen sollten, als das Label aufgelöst wurde. Von 2013 bis 2021 standen capsule bei Unborde, einem Unterlabel von Warner Music Japan, unter Vertrag. Das bisher neueste Album der Band, METRO PULSE, erschien 2021 direkt bei Warner Music Japan.

## Musikalische Entwicklung
Die frühen Alben von Capsule unterscheiden sich erheblich vom späteren Klangbild der Band. Während auf einigen Stücken bereits klare Einflüsse von House und elektronischer Musik erkennbar sind, handelt es sich allgemein um Shibuya-Kei, und der Sound ist stark von Yéyé, Bossa Nova und Popmusik der 50er und 60er beeinflusst. Genauso geben die Texte beispielsweise retrofuturistische Zukunftsvisionen aus dieser Zeit wieder.
Erst ab dem 2006 erschienen Album FRUITS CLiPPER wandelte sich der Sound der Band zu dem von Electro-House und europäischen Dance-Acts wie Daft Punk beeinflusstem Elektropop, der sie bekannt machen sollte.
Das 2021 erschienene Album METRO PULSE stellt wiederum einen weiteren Stilwechsel dar und enthält Kompositionen, die vom japanischen Citypop und Synthiepop der 80er Jahre geprägt sind.

## Diskografie

### Studioalben
- 2001: ハイカラ・ガアル (High Collar Girl)
- 2003: Cutie Cinema Replay
- 2003: Phony Phonic
- 2004: S.F. sound furniture
- 2005: Nexus–2060
- 2005: L.D.K. Lounge Designers Killer
- 2006: FRUITS CLiPPER
- 2007: Sugarless Girl
- 2007: capsule rmx (Remixalbum)
- 2007: Flash Back
- 2008: More! More! More!
- 2010: Player
- 2011: World of Fantasy
- 2012: Stereo Worxxx
- 2013: Caps Lock
- 2015: Wave Runner
- 2022: Metro Pulse

### Kompilationen
- 2009: Flash Best
- 2013: rewind Best–1 (2012→2006)
- 2013: rewind Best–2 (2005→2001)

### Maxi-Singles
- 2001: Sakura
- 2001: Hanabi
- 2001: Tokyo Kissa
- 2002: Music Controller
- 2002: Plastic Girl
- 2003: Candy Cutie
- 2004: Retro Memory

### Vinyl-Singles
- 2003: Cutie Cinema Pre-Play
- 2003: Tone Cooking
- 2003: Idol Fancy
- 2004: Portable Airport
- 2005: Space Station No.9
- 2005: Aeropolis
- 2006: Jelly
- 2006: Starry Sky
- 2007: Capsule rmx EP
- 2007: Musixxx / I’m Feeling You
- 2008: Jumper

### Digitale Singles
- 2005: Cafe Unice (Contemode Extended Mix)
- 2007: Sugarless Girl
- 2008: More More More
- 2008: The Time Is Now
- 2010: Love or Lies -Liar Game Original Version-
- 2010: Stay with You -Liar Game Original Version-
- 2011: World of Fantasy
- 2012: Step on the Floor
- 2013: Control
- 2014: Feel Again
- 2015: Another World
- 2015: Hero (Extended Mix)
- 2015: White as Snow (Extended Mix)
- 2021: Hikari no Disco (ひかりのディスコ)
- 2021: Utsusemi (Knights of Sidonia Ai Tsumugu Hoshi) (Movie Version)
- 2021: Future Wave (フューチャー・ウェイヴ)
- 2021: Virtual Freedom (バーチャル・フリーダム)